# Franz Baur (Komponist)

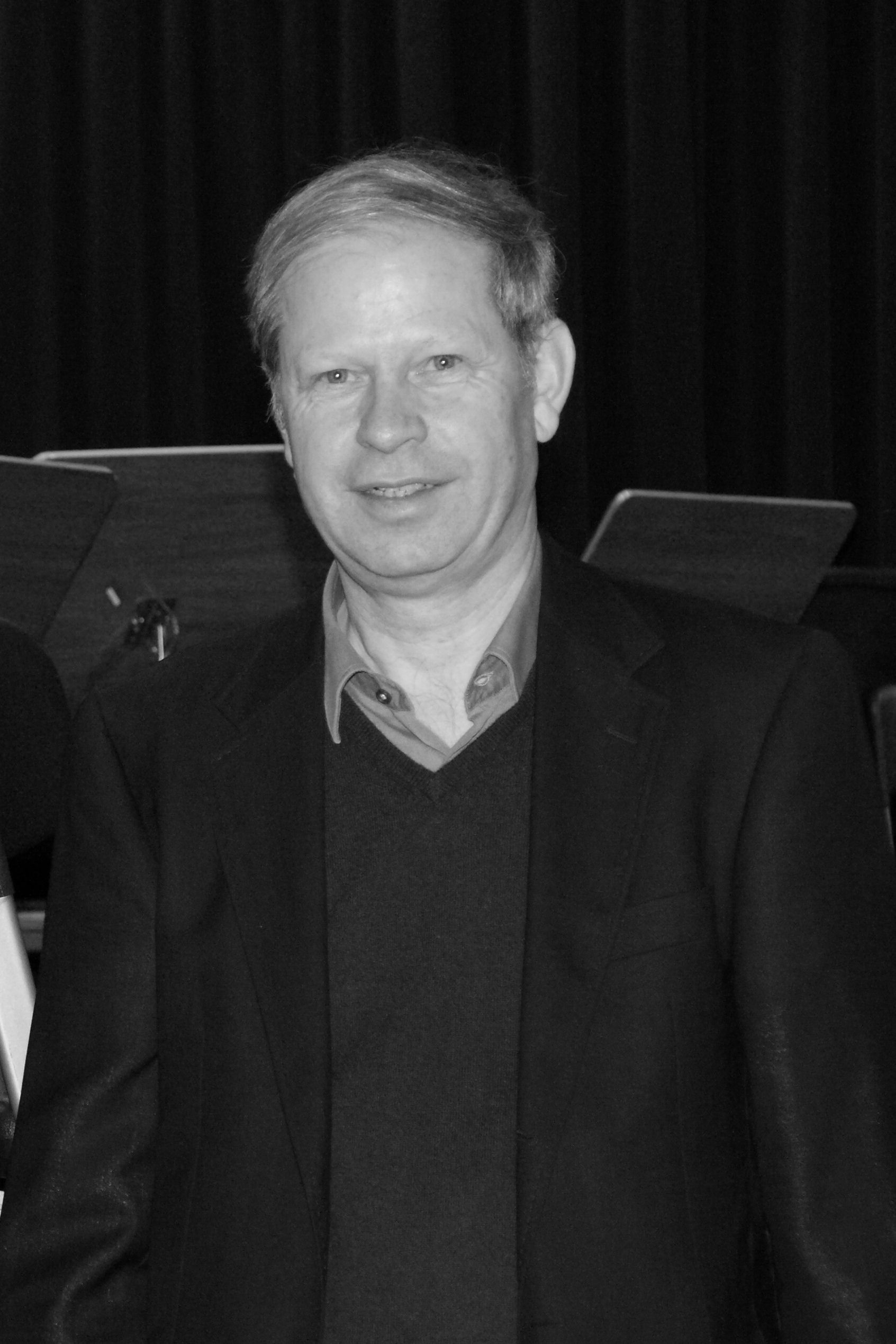
Franz Baur (2011)

Franz Baur (* 25. Jänner 1958 in Hall in Tirol) ist ein österreichischer Komponist und Lehrer am Tiroler Landeskonservatorium.

## Leben
Franz Baur studierte erst Philosophie und Musikwissenschaften an der Universität Innsbruck und dann Komposition am Tiroler Landeskonservatorium. Er ist freischaffender Komponist und unterrichtet Komposition, Tonsatz und Musiktheorie am Tiroler Landeskonservatorium sowie Gehörbildung an der Abteilung für Musikpädagogik Innsbruck der Universität Mozarteum Salzburg.

## Veröffentlichungen (Auswahl)
- Kataklysmos – Sintflut, Oratorium, 2015
- Missa brevis
- Offenbarung des Johannes, Oratorium
- Das Dschungelbuch, Kinderoper
- Amartema, Oratorium
- Genesis, Oratorium
- Adagio für Streichorchester, 2015
- Robert-Gernhardt-Lieder für Altus und Orchester, 2015
- Alpenpneuma für Alphorn, Horn, Flöte, Klarinette und Violoncello, 2015

## Auszeichnungen
- 2011: Tiroler Landespreis für Kunst[2]
- 2022: Innsbrucker Preis für künstlerisches Schaffen[3]